# 燭台切光忠

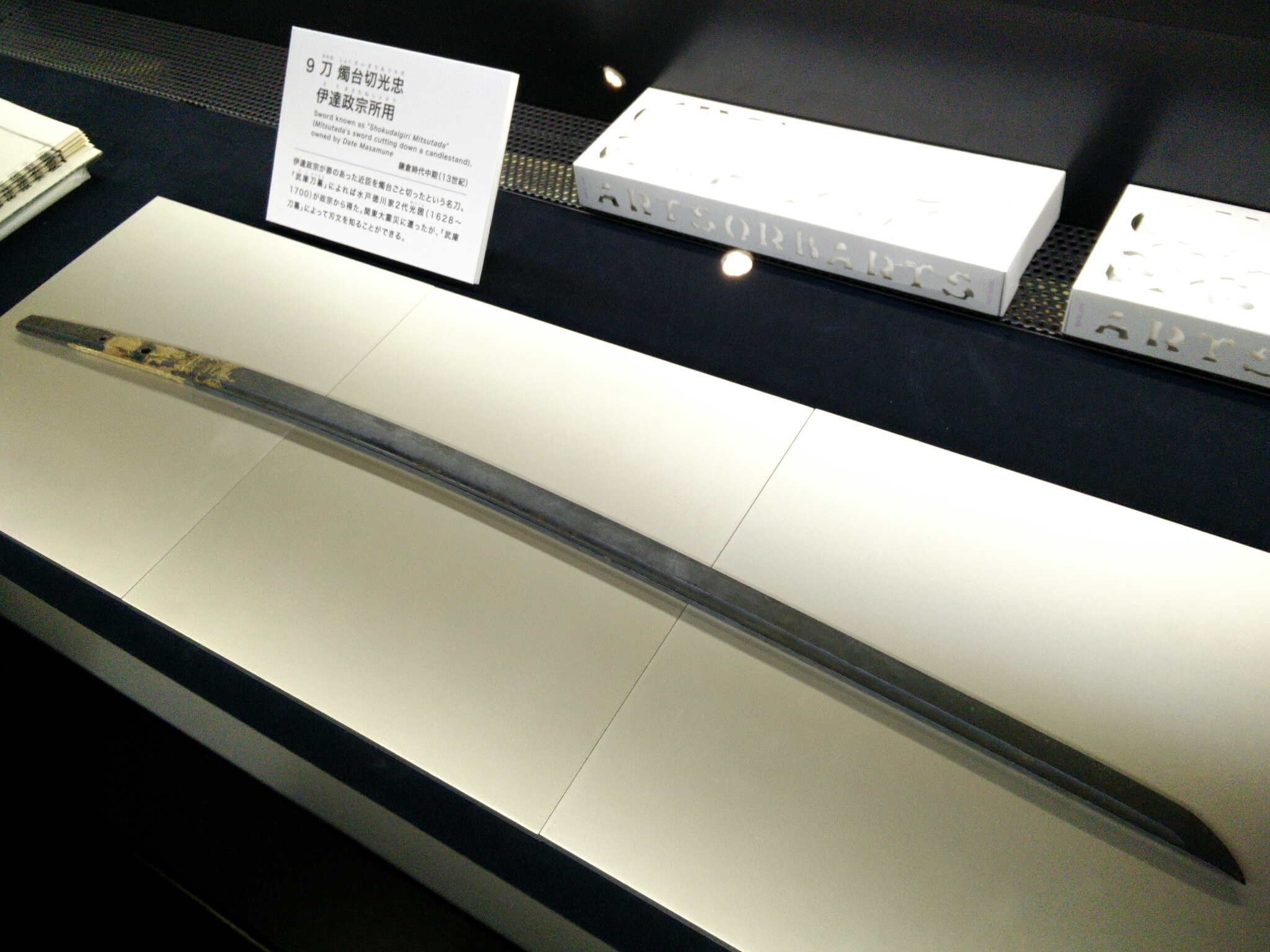
2015年（平成27年）、羽田空港ディスカバリーミュージアムにおける展示

燭台切光忠（しょくだいきりみつただ）は、鎌倉時代の光忠作と伝わる日本刀（太刀）である。茨城県水戸市にある徳川ミュージアムに保管されており、所有者は徳川斉正である。

## 概要
備前国（現在の岡山県南東部）の刀工集団長船派の実質的な祖とされる光忠によって作られたと言われている。制作年代は不明だが、光忠は『古今銘尽』では宝治・建長年間（1247 – 1256年）頃の人とされる。
伊達政宗から贈られた刀として水戸徳川家に代々受け継がれた。一説には豊臣秀吉から伊達政宗が拝領したとされる。
「燭台切光忠」という号の由来は、伊達政宗が近侍の家臣に罪があり光忠で斬った際に銅の燭台の陰に隠れているのを燭台ごと斬り落としたからとも、鉄の燭台を人と併せて切り落としたからとも伝えられている。

## 来歴

### 大正期以前
伊達政宗から水戸徳川家に贈られたとされ、『端亭漫録』巻五十三竹甫雑記の小石川御屋敷御道具之内書抜に「一、光忠　長二尺二寸正宗殿より来る」（原文ママ）と記されているのがこれに相当すると思われる。江戸後期に編纂された水戸徳川家の刀剣帳『武庫刀纂』では政宗が刀を愛しんで与えなかったが徳川光圀が強いて持ち去ったとされ、幕末に出版された青山延光の『刀剣録』では徳川頼房が乞い受けたとされた。『刀剣録』の方が広く読まれ、明治以降の文献ではこちらに則った記載が多い。一方、伊達家には政宗が人を斬る時に燭台も切った記録や、政宗から水戸徳川家に光忠の刀を進呈した記録は見つかっていない。
その後は水戸徳川家に伝来し、江戸時代は小石川の上屋敷（後の小石川後楽園）に、明治に入り版籍奉還で上屋敷が新政府に返上されて以降は本所の小梅邸（現・隅田公園）にあったと思われる。1921年（大正10年）11月28日に同家の刀剣の大部分が競売にかけられた際も、燭台切光忠は特に由緒ありとして他の宝刀と共に残された。

### 関東大震災
1923年（大正12年）9月1日の関東大震災にて水戸徳川家伝来の160余口の刀剣と共に徳川侯爵家の小梅邸で焼けた。震災の火災鎮火後、不完全燃焼で一酸化炭素が充満していた小梅邸の蔵の扉を開けたことにより、外気（酸素）が中に流れ込み一酸化炭素との化学反応による爆発（バックドラフト）が起きた。これが原因で蔵の中の多数の刀や刀装具はすべて蒸し焼き状態になった。茶道具や掛け軸等は別の蔵にあった為に難を逃れた。焼身になった燭台切光忠は熱によって溶けた鎺（はばき）が刀身に癒着している状態だったが、収蔵場所や茎の目釘穴（めくぎあな）の位置が記録されていたことで燭台切光忠だと特定された。
徳川侯爵家が全ての刀を失った為、同年12月28日徳川宗家徳川家達から水戸家当主徳川圀順へ鉋切長光が贈られた。1933年（昭和8年）に国華倶楽部が編集した『罹災美術品目録』にも燭台切光忠等の水戸家の刀は「焼失」と記されており、世間一般的には現存していないとされていた。

### 罹災後
燭台切光忠は罹災後90年余りは焼失したと思われていた。しかし2015年にゲーム『刀剣乱舞』が配信され、燭台切光忠をモデルとしたキャラクターが登場すると「燭台切光忠はあるか」という問い合わせが徳川ミュージアムに殺到したため、『罹災美術品目録』の情報を照らし合わせて捜索したところ、徳川ミュージアム倉庫内で焼刀のまま保管されていたことが判明し、2015年4月30日同ミュージアム公式ブログで現存を公表した。
同年5月17日の「2015国際博物館の日記念ミュージアムトーク」に合わせ、1日限定で燭台切光忠を展示した。当初は1回約40人で全2回開催の予定だったが、全国から300件近い応募があったため、急遽5回に増やされた。その後一般展示が決定し2015年7月11日から9月23日まで展示され、通常時の5倍の来場者を得た。羽田空港ディスカバリーミュージアムでは前期2015年10月10日～11月10日／後期11月12日 - 12月13日の日程で展示され、約4万人が来場した。徳川ミュージアムでは常設展「水戸徳川家の名宝展」（2016年1月5日 - 2016年3月30日）で展示された。
罹災刀の保護を求める人からの寄付金が300万円となり、罹災した燭台切光忠と児手柏（水戸家第一の宝刀）の写しを造るプロジェクトが2016年2月から始められた。美術鑑賞用の刀剣でなかった罹災刀剣ゆえに批判する刀剣研究家もあったが、宮入法廣（児手柏は月山貞利）の手で再刀される。その後、2017年12月に間もなく完成する旨と翌2018年1月より公開展示される旨が徳川ミュージアムにより発表。2018年1月20日より焼身である本歌と宮入による写しが並べて公開展示された。
2019年4月20日、焼身の姿では初となる刀剣登録がされた。

## 刀身
1823年（文政6年）、水戸藩8代藩主徳川斉脩の命で編纂された水戸徳川家の刀剣帳である『武庫刀纂』第6巻にある記述によれば、刃長・二尺二寸三厘（約67センチメートル）、鎺（はばき、茎より上にある刀身の手元部分に嵌める金具）元九分九厘、横手下七分三厘、厚二分二厘、反五分。鎬造、庵棟、猪首鋒、磨上無銘で茎（なかご、柄に収まる手に持つ部分）に目釘孔は2つ。彫り物は表裏に片チリの棒樋で樋先上り、差表は茎尻まで掻き通し、差裏は掻き流し（磨り上げによる変化）。現在は焼け身だが『武庫刀纂』に押形が残る。
現代の刀匠の手により写しを作成するプロジェクトに際して精密に観察したところ、差裏（太刀としての佩き表）に微かに「光」の文字のみ銘の残っていることが判明した。

## 逸話・俗説

### 湯浅常山による記述
湯浅常山著『常山紀談』には、織田信長は光忠の刀を二十五腰集めていたという逸話が記載されている。原田道寛は燭台切光忠もかつてその中にあったとする一説を『大日本刀剣史』で紹介しているが、出典は不明である。

### 伊達成実による記述
伊達成実の『伊達日記』（『成実記』、『政宗記』）によると、「1596年（慶長元年）豊臣秀吉の伏見城築城の折に伊達政宗が御座船を献上し喜んだ秀吉から光忠を下賜され、翌日政宗が拝領した刀を差していると秀吉が小姓に命じて追いかけさせたが結局下賜した」という記述が遺されている。この事件は『伊達治家記録』にも記載された。
この逸話は真田増誉著『明良洪範』に収録され、さらに『刀剣録』でも引用され燭台切の逸話と同じ段落で続けて記載されている。
高瀬真卿は、『伊達日記』の記述にある光忠が後の燭台切光忠であるとして原田道寛や福永酔剣もこの説をとったが、政宗は光忠の刀を複数所有しており同一と断定できる史料ははっきりしない。

### 高瀬真卿による記述
高瀬真卿は『水戸史談』で水戸の藩医だった庄司（荘司）健斎から聞いた話として、政宗が秀吉から下賜された光忠が燭台切であり、頼房が欲しがって三代将軍・徳川家光に相談したところ「それはいとやすい事、政宗に左様申てやろう」と言われ、政宗は登城後なんと言われたのか早速光忠の刀を持ってきて頼房に進上した、という逸話を記載している。
後に高瀬が記した刀剣書では庄司から聞いた話が脚色されており、東京日日新聞の連載をまとめて出版した『刀剣談』では燭台切光忠が水戸徳川家に渡った一説として家光が「政宗の光忠は珍しいものであるので所望せよ」と徳川頼房を焚きつけ、頼房が「光忠を吾等に嫁入らせ候へ」と戯れに言うと政宗は大笑いして「秘蔵の子なれど、上様の媒人ではいやとも言れまじ」とそのまま進上した、という話になった。
また高瀬が羽皐隠史の筆名でやはり新聞連載をまとめて出版した『英雄と佩刀』では、伊達政宗が豊臣秀吉に御座船を献上し大いに喜んだ秀吉から引き出物を賜った後、雑談の末に光忠を見せられたのをそのまま持ち逃げした。その後徳川頼房が燭台切のことを聞いて政宗に一目見せてもらったが「太閤より拝領の品で御座るから、誰人の御所望にても差上げる事は相成らぬ秘蔵第一の品で御座る」と釘をさされたので第3代将軍・徳川家光に相談すると「余が媒介をいたしその光忠を聟（むこ）に貰ひ候へ」と言われた。そんな中、蒲生秀行 (侍従)と頼房のいさかいが起こりそれをきっかけに頼房と政宗が懇ろになった。そこで頼房が光忠を所望すると上様のお声がかりということで断れずとうとう進上した、という話になっている。

### 福永酔剣による記述
福永酔剣『日本刀よもやま話』では、伊達政宗が豊臣秀吉に御座船を献上した翌日に見せられた光忠に魅せられ持ち逃げし、これで唐金の燭台を家臣もろとも真っ二つにし、後日徳川頼房にこの話をして刀を見せたところ今度は頼房がぞっこん惚れこみ、ねだって断られたが強引に持ち帰った、と紹介されている。こちらは出典を『武庫刀纂』としている。『日本刀大百科事典』では御座船の褒美に秀吉から光忠の刀を下賜され、後に政宗が頼房に燭台切の由来を聴かせると所望され、断ったが頼房は強引に持ち去った、としている。

### 『剣槍秘録』における記述
1789年（寛政元年）仙台藩7代藩主伊達重村の時、御刀奉行佐藤東蔵によって編録された仙台伊達家の蔵刀目録にあたる『剣槍秘録』では、巻一の二にこの秀吉より下賜された光忠の刀を記載しており、1718年（享保3年）伊達宗村のお七夜の祝儀に伊達吉村が泉田木工の使者に進上したのはもしかしたらこの太刀かもしれない（蓋此御太刀なるへし）、としている。